# CRB Froha
 (janvier 2018).
Si vous disposez d'ouvrages ou d'articles de référence ou si vous connaissez des sites web de qualité traitant du thème abordé ici, merci de compléter l'article en donnant les références utiles à sa vérifiabilité et en les liant à la section « Notes et références ».
Maillots
Le Chabab Riadhi Baladiat Froha (en arabe : الشباب الرياضي لبلدية فروحة), plus couramment abrégé en CRB Froha ou encore en CRBF, et plus connu sous le nom de Chabab Froha, est un club algérien  de football fondé en 1977 et basé dans la ville de Froha, dans la wilaya  Mascara.
| \| Froha \| Le club est basé à Froha , dans la Wilaya de Mascara (a l'ouest de l'Algérie). |
| Froha                                                                                      |

## Histoire
Le club évolue à plusieurs reprises en Troisième division , mais sans jamais atteindre la Deuxième division . Actuellement[Quand ?], il évolue en Championnat inter-régions D4 Groupe Centre Ouest.

## Parcours

### Classement en championnat par année
- 1977-78 : D?, DW Mascara, ?e
- 1978-79 :
- 1979-80 :
- 1980-81 :
- 1981-82 :
- 1982-83 :
- 1983-84 :
- 1984-85 :
- 1985-86 :
- 1986-87 :
- 1987-88 :
- 1988-89 :
- 1989-90 :
- 1990-91 :
- 1991-92 :
- 1992-93 : D4, DH Ouest, ?e
- 1993-94 : D4, DH Ouest, ?e
- 1994-95 : D4, DH Ouest, ?e
- 1995-96 : D4, DH Ouest, ?e
- 1996-97 : D4, DH Ouest, ?e
- 1997-98 : D4, DH Ouest, ?e
- 1998-99 :
- 1999-00 :
- 2000-01 :
- 2001-02 :
- 2002-03 :
- 2003-04 : D4, R II Saida, ?e
- 2004-05 : D4, R I Saida, ?e
- 2005-06 : D4, R I Saida, ?e
- 2006-07 : D4, R I Saida, ?e
- 2007-08 : D4, R I Saida, ?e
- 2008-09 : D4, R I Saida, ?e
- 2009-10 : D4, R I Saida, ?e
- 2010-11 : D5, R I Saida, ?e
- 2011-12 : D5, R I Saida, ?e
- 2012-13 : D5, R I Saida, ?e
- 2013-14 : D5, R I Saida, ?e
- 2014-15 : D5, R I Saida, ?e
- 2015-16 : D5, R I Saida, 1re
- 2016-17 : D4, Inter-régions Centre-Ouest, ?e
- 2017-18 : D4, Inter-régions Centre-Ouest, ?e
- 2018-19 : D4, Inter-régions Centre-Ouest, ?e
- 2019-20 : D4, Inter-régions Centre-Ouest, 16e
- 2020-21 : Saison Blanche
- 2021-22 : D4, R I Saida Groupe B, ?e
- 2022-23 : D5, R II Saida Groupe B, ?e
- 2023-24 : D5, R II Saida Groupe B, ?e
- 2024-25 : D5, R II Saida Groupe B, 2e
- 2025-26 : D4, R I Saida, ?e

### Parcours du CRB Froha en coupe d'Algérie
Dans l'histoire de la coupe d'Algérie, le CRB Froha obtient son meilleur résultat en 1995-1996 avec un Huitième de finale perdu contre le club de Première division de US Chaouia.
| Saison  | Tour          | Matchs            | Résultats  |
| ------- | ------------- | ----------------- | ---------- |
| 1977-78 | ?             | ?                 | ?          |
| 1978-79 | ?             | ?                 | ?          |
| 1979-80 | ?             | ?                 | ?          |
| 1980-81 | ?             | ?                 | ?          |
| 1981-82 | ?             | ?                 | ?          |
| 1982-83 | ?             | ?                 | ?          |
| 1983-84 | ?             | ?                 | ?          |
| 1984-85 | ?             | ?                 | ?          |
| 1985-86 | ?             | ?                 | ?          |
| 1986-87 | ?             | ?                 | ?          |
| 1987-88 | ?             | ?                 | ?          |
| 1988-89 | ?             | ?                 | ?          |
| 1989-90 | N.J           | N.J               | N.J        |
| 1990-91 | ?             | ?                 | ?          |
| 1991-92 | ?             | ?                 | ?          |
| 1992-93 | N.J           | N.J               | N.J        |
| 1993-94 | 3e T.R        | IRM Bel-Abbés     | ?          |
| 1994-95 | ?             | ?                 | ?          |
| 1995-96 | 1/8 finale    | US Chaouia        | 6-0        |
| 1996-97 | ?             | ?                 | ?          |
| 1997-98 | ?             | ?                 | ?          |
| 1998-99 | ?             | ?                 | ?          |
| 1999-00 | ?             | ?                 | ?          |
| 2000-01 | ?             | ?                 | ?          |
| 2001-02 | ?             | ?                 | ?          |
| 2002-03 | ?             | ?                 | ?          |
| 2003-04 | ?e T.R        | ?                 | ?          |
| 2004-05 | ?e T.R        | ?                 | ?          |
| 2005-06 | ?e T.R        | ?                 | ?          |
| 2006-07 | 2e T.R        | GCB Mascara       | ?          |
| 2007-08 | Avant dernier | CRB Ain Benkhelil | ?          |
| 2008-09 | ?e T.R        | ?                 | ?          |
| 2009-10 | 1/32 finale   | USM Annaba        | 3-0        |
| 2010-11 | 3e T.R        | IRB Sougueur      | 4-0        |
| 2011-12 | 1/32 finale   | JSM Sidi Salem    | 2-0        |
| 2012-13 | 1/64 finale   | CC Sig            | 1-0        |
| 2013-14 | 2e T.R        | SC Mecheria       | 2-0        |
| 2014-15 | ?e T.R        | ?                 | ?          |
| 2015-16 | 4e T.R        | JS Sig            | ?          |
| 2016-17 | ?e T.R        | ?                 | ?          |
| 2017-18 | Avant dernier | NRB Lardjam       | ?          |
| 2018-19 | Avant dernier | JSM Tiaret        | 2-0        |
| 2019-20 | Avant dernier | NRB Lardjam       | 3-0        |
| 2020-21 | N.J           | N.J               | N.J        |
| 2021-22 | N.J           | N.J               | N.J        |
| 2022-23 | Non Engagé    | Non Engagé        | Non Engagé |
| 2023-24 | Non Engagé    | Non Engagé        | Non Engagé |